# Problema de Naimark
El problema de Naimark es una pregunta del análisis funcional formulada por Naimark (1951). Se pregunta si cada álgebra C* que tiene un solo irreducible {\displaystyle *} -la representación hasta la equivalencia unitaria es isomorfa a la {\displaystyle *} -álgebra de operadores compactos en algún espacio de Hilbert (no necesariamente separable).
El problema se ha resuelto afirmativamente para casos especiales (específicamente para álgebras separables y de tipo I C*). Akemann y Weaver (2004) utilizaron el principio del diamante para construir un álgebra C* con {\displaystyle \aleph _{1}} generadores que sirve como contraejemplo al problema de Naimark. Más precisamente, demostraron que la existencia de un contraejemplo generado por {\displaystyle \aleph _{1}} elementos es independiente de los axiomas de la teoría de conjuntos de Zermelo-Fraenkel y el axioma de elección ({\displaystyle {\mathsf {ZFC}}}).
Si el problema de Naimark en sí es independiente de {\displaystyle {\mathsf {ZFC}}} sigue siendo desconocido.